# ال-ترئونین کیناز
ال-ترئونین کیناز ( عدد گروه آنزیم 2.7.1.177   ، PduX ) آنزیمی با نام سیستماتیک ATP: L-threonine O3-phosphotransferase است .   این آنزیم واکنش شیمیایی زیر را کاتالیز می‌کند. 
ATP + L-threonine {\displaystyle \rightleftharpoons } ADP + O-phospho-L-threonine
همچنین این آنزیم در سنتز آدنوسیل کلوبالامین شرکت می‌کند . 